# Erika Christensen
Erika Jane Christensen (Seattle, 19 de agosto de 1982), mais conhecida como Erika Christensen, é uma atriz norte-americana. Sua filmografia inclui papéis em Traffic (2000), Swimfan (2002), The Banger Sisters (2002), The Perfect Score (2004), Flightplan (2005), How to Rob a Bank (2007), The Tortured (2010) e The Case for Christ (2017). Por sua atuação em Traffic, ela ganhou o MTV Movie Award por Performance Feminina Inovadora e o Screen Actors Guild Award por Melhor Performance de Elenco em um Filme junto com seus colegas de elenco.
Em 2006, ela estrelou a curta série dramática Six Degrees na ABC. De 2010 até seu final em 2015, Christensen estrelou como Julia Braverman-Graham na série dramática familiar da NBC Parenthood. Em 2014, ela ganhou o Prêmio Gracie por sua atuação no papel. Em 2015, Christensen interpretou Betty Beaumontaine na série de drama policial de curta duração da ABC, Wicked City, e em 2017, ela interpretou Ali Petrovich em outra série de drama policial de curta duração da ABC, Ten Days in the Valley.
Atualmente ela coestrela ao lado de Ramón Rodríguez como Angie Polaski em Will Trent, da ABC.

## Início de vida
Christensen nasceu em Seattle, Washington, filha de Kathy (nascida Hendricks), gerente de construção, e Steven Christensen, trabalhador de seguros e executivo de recursos humanos. Ela tem um meio-irmão mais velho, Nick, e dois irmãos gêmeos mais novos, Dane (que apareceu no filme de 2005, The Upside of Anger) e Brando.
Christensen morou em Seattle até os quatro anos de idade, quando sua família se mudou para o subúrbio de Los Angeles, Califórnia. Ela começou atuando na televisão em comerciais do McDonald's e da Volvo. Christensen é membra da Igreja de Cientologia. Seus pais se tornaram cientologistas aos 20 anos enquanto moravam em Seattle, e a criaram como uma cientologista. Seus pais também decidiram ensiná-la em casa.

## Carreira

### 1997–2006: Início
Christensen começou sua carreira profissional com um papel coadjuvante no filme de comédia Leave It to Beaver, e uma participação especial em um episódio na série dramática Nothing Sacred, ambos lançados/exibidos em 1997. Ela foi atriz convidada em várias outras séries de televisão no final dos anos 1990, incluindo Frasier, The Practice, 3rd Rock from the Sun e Touched by an Angel. Ela também estrelou o filme original do Disney Channel, Can of Worms, em 1999. Também em 1999, ela estrelou como Abigail Winthrop no seriado de curta duração da CBS, Thanks. Nesse mesmo ano, ela apareceu no videoclipe de Michael Jackson para sua música "Childhood", ao lado da atriz Jena Malone.
Por sua atuação como a usuária de cocaína Caroline Wakefield no filme de drama policial de Steven Soderbergh, Traffic (2000), ela recebeu os prêmios de Performance Feminina Revelação no MTV Movie Awards, Performance de Destaque – Feminina no Young Hollywood Awards, e Melhor Performance de Elenco em um Filme no Screen Actors Guild Awards. Também em 2000, Christensen estrelou episódios únicos de Time of Your Life, Movie Stars, FreakyLinks e The Pretender. Em 2001, ela teve um papel recorrente na sitcom The Geena Davis Show. Ela também apareceu em um episódio da sitcom da Fox That '70s Show, reunindo-a com seu coestrela de Traffic, Topher Grace. Ela foi nomeada uma das "estrelas revolucionárias de 2001" da People. No ano seguinte, Christensen estrelou três longas-metragens: o thriller adolescente Swimfan, o drama policial Home Room, e a comédia The Banger Sisters.
Em 2003, Christensen estrelou a adaptação cinematográfica da MTV de Wuthering Heights, baseada no romance de Emily Brontë de mesmo nome. Ela também gravou várias músicas para a trilha sonora do filme. Em 2004, ela estrelou o filme de assalto adolescente The Perfect Score, e o filme de terror Riding the Bullet. Em 2005, Christensen gravou uma versão de "Let's Fall in Love" com John Stevens para seu álbum de estreia Red. Também em 2005, Christensen coestrelou os filmes The Upside of Anger como Andy Wolfmeyer, coestrelado por Kevin Costner e Joan Allen; The Sisters como Irene Prior, com Maria Bello e Elizabeth Banks; e Flightplan como Fiona, estrelada por Jodie Foster. No ano seguinte, ela estrelou a série Six Degrees, que estreou na programação de outono da ABC em 21 de setembro de 2006. A baixa audiência causou seu cancelamento após uma temporada, deixando cinco episódios sem exibição.

### 2007–2015: Paternidade
Em 2007, ela apareceu no filme de comédia dramática Gardener of Eden, e na comédia policial independente How to Rob a Bank. Em 2008 e 2009, ela estrelou como agente especial em Law & Order: Special Victims Unit, uma estudante universitária com transtorno dissociativo de identidade em Lie to Me, e vítima de violência doméstica em Mercy. Christensen fez uma participação especial no videoclipe "Tired of Being Sorry", dirigido por Joaquin Phoenix, para a banda Ringside de Balthazar Getty. Em 2009, ela fez parte do elenco da adaptação cinematográfica de Veronika Decides to Die, e estrelou o drama romântico Mercy ao lado de James Caan e Dylan McDermott. Em 2010, Christensen coestrelou com Jesse Metcalfe no filme de terror e suspense The Tortured.
Christensen foi um membro regular do elenco da série dramática de televisão da NBC Parenthood, que estreou em 2 de março de 2010 e foi concluída em 29 de janeiro de 2015. Ela interpretou o papel de Julia Braverman-Graham, a filha mais nova da família Braverman. Ela ganhou o Prêmio Gracie de Melhor Atriz Coadjuvante em Série Dramática em 2014 por sua atuação na série. Em 2013, ela estrelou o filme musical How Sweet It Is, dirigido por Brian Herzlinger, e foi jurada convidada em 2 episódios da série de competição de culinária Knife Fight. No ano seguinte, ela apareceu no game show de celebridades Hollywood Game Night e liderou o elenco do filme de televisão do Hallmark Channel My Boyfriends' Dogs, baseado no romance de Dandi Daley Mackall de mesmo nome.
Em fevereiro de 2015, ela foi escalada para a curta série de drama policial da ABC, Wicked City, como Betty Beaumontaine, uma mãe solteira que se envolve romanticamente com um serial killer. Também em 2015, ela fez parceria com a empresa de alimentos Lean Cuisine para lançar a reformulação de sua marca.

### 2016–presente
Christensen liderou o elenco do filme para televisão do Hallmark Channel Anything for Love, coestrelado por Paul Greene. O filme foi lançado em 14 de fevereiro de 2016. No mês seguinte, ela estrelou o videoclipe "All Is Forgiven" para a banda Alekesam de Sal Masekela. Em seguida, Christensen apareceu como parte do elenco de estrelas do filme dramático de tribunal da HBO, Confirmation, dirigido por Rick Famuyiwa e coestrelado por Kerry Washington, Wendell Pierce e Greg Kinnear. No mesmo ano, Christensen estrelou o filme de estreia na direção de Jon Abrahams, Two for One, que teve sua estreia mundial no Napa Valley Film Festival.
Em 2017, ela coestrelou com Mike Vogel e Robert Forster na cinebiografia de Lee Strobel, The Case for Christ, no papel da esposa de Strobel, Leslie. Nesse mesmo ano, Christensen começou a estrelar como Ali Petrovich na série dramática da ABC, Ten Days in the Valley, ao lado de Kyra Sedgwick. Ela estrelou o segundo filme de Jon Abrahams, o thriller de comédia Clover, ao lado de Mark Webber, Julia Jones e Ron Perlman.

## Vida pessoal
Em novembro de 2014, Christensen ficou noivo do ciclista Cole Maness. Eles se casaram em 5 de setembro de 2015, em Palm Springs, Califórnia, e residem em Los Feliz, Los Angeles. O casal tem duas filhas.

## Honras
Em 17 de maio de 2023, Christensen recebeu o prêmio Mark of Excellence no Jantar de Gala Anual Medinova NY, organizado por MC Ciano Joasil, uma organização sem fins lucrativos que arrecada fundos para hospitais em áreas carentes do Haiti.

## Filmografia

### Cinema
| Ano  | Título                  | Papel              | Notas                       |
| ---- | ----------------------- | ------------------ | --------------------------- |
| 1997 | Leave It to Beaver      | Karen L. Connelly  |                             |
| 2000 | Traffic                 | Caroline Wakefield |                             |
| 2002 | Home Room               | Deanna Cartwright  |                             |
| 2002 | Swimfan                 | Madison Bell       |                             |
| 2002 | The Banger Sisters      | Hannah Kingsley    |                             |
| 2004 | The Perfect Score       | Anna Ross          |                             |
| 2004 | Riding the Bullet       | Jessica Hadley     |                             |
| 2005 | The Upside of Anger     | Andy Wolfmeyer     |                             |
| 2005 | The Sisters             | Irene Prior        |                             |
| 2005 | Flightplan              | Fiona              |                             |
| 2007 | Gardener of Eden        | Mona Huxley        |                             |
| 2007 | How to Rob a Bank       | Jessica            |                             |
| 2008 | Struck                  | Bus Stop Girl      | Filme de curta-metragem     |
| 2009 | Mercy                   | Robin              |                             |
| 2009 | Veronika Decides to Die | Claire             |                             |
| 2010 | Melon                   | Catherine          | Curta-metragem              |
| 2010 | The Tortured            | Elise Landry       |                             |
| 2013 | How Sweet It Is         | Sarah Cosmo        |                             |
| 2016 | All at Once             | Tiffany Fontinella | Título inicial: Two for One |
| 2017 | The Case for Christ     | Leslie Strobel     |                             |
| 2020 | Clover                  | Gertie             |                             |
| 2022 | Kimi                    | Samantha Gerrity   |                             |
| 2022 | Cheaper by the Dozen    | Kate               |                             |

### Televisão
| Ano       | Título                            | Papel                  | Notas                                           |
| --------- | --------------------------------- | ---------------------- | ----------------------------------------------- |
| 1997      | Nothing Sacred                    | Romy Carrol            | Episódio: "House of Rage"                       |
| 1998      | The Practice                      | Melissa                | Episódio: "The Pursuit of Dignity"              |
| 1998      | Frasier                           | Teenager               | Episódio: "Frasier's Curse"                     |
| 1998      | 3rd Rock from the Sun             | Brianna                | Episódio: "Collect Call for Dick"               |
| 1999      | Can of Worms                      | Katelyn Sandman        | Filme de TV                                     |
| 1999      | Thanks                            | Abigail Winthrop       | Elenco principal                                |
| 1999      | Touched by an Angel               | Ivy                    | Episódio: "Voice of an Angel"                   |
| 2000      | Time of Your Life                 | Flynn Halloway         | Episódio: "The Time She Turned 21"              |
| 2000      | Movie Stars                       | Tawny                  | Episódio: "La Vida Loca"                        |
| 2000      | The Pretender                     | Leigh Wright           | Episódio: "Corn Man"                            |
| 2000      | FreakyLinks                       | Cassie                 | Episódio: "Subject: Coelacanth This!"           |
| 2001      | The Geena Davis Show              | Isabel                 | 3 episódios                                     |
| 2001      | That '70s Show                    | Stacey                 | Episódio: "Red and Stacey"                      |
| 2003      | Wuthering Heights                 | Cate Earnshaw          | Filme de TV                                     |
| 2005–2009 | Robot Chicken                     | Various characters     | 3 episódios                                     |
| 2006–2007 | Six Degrees                       | Mae Anderson           | Elenco principal                                |
| 2007      | I'm In Hell                       | Jennifer               | Filme de TV                                     |
| 2008      | Law & Order: Special Victims Unit | SA Lauren Cooper       | Episódio: "Signature"                           |
| 2009      | Lie to Me                         | Sophie Howell          | Episódio: "The Core of It"                      |
| 2009      | Mercy                             | Dana Harper McPhearson | Episódio: "Destiny, Meet My Daughter, Veronica" |
| 2010–2015 | Parenthood                        | Julia Braverman-Graham | Elenco principal                                |
| 2014      | My Boyfriends' Dogs               | Bailey Daley           | Filme de TV                                     |
| 2014      | My Boyfriends' Dogs               | Boyfriend's Dog        | Filme de TV                                     |
| 2015      | Wicked City                       | Betty Beaumontaine     | Elenco principal                                |
| 2016      | Anything for Love                 | Katherine              | Filme de TV                                     |
| 2016      | Confirmation                      | Shirley Wiegand        | Filme de TV                                     |
| 2016      | The Follower                      | Chelsea                | Filme de TV                                     |
| 2016      | Anything for Love                 | Katherine Benson       | Filme de TV                                     |
| 2016      | Confirmation                      | Shirley Weigand        | Filme de TV                                     |
| 2016      | The Follower                      | Chelsea Angel          | Filme de TV                                     |
| 2017      | Ten Days in the Valley            | Ali Petrovich          | Elenco principal                                |
| 2018      | Adopted                           | Rebekah                | Episódio: "Julie's New Husband"                 |
| 2019      | To Have and to Hold               | Alice                  | Filme de TV                                     |
| 2023-     | Will Trent                        | Angie Polaski          | Elenco principal                                |

### Videoclipes
Os videoclipes que Erika participou são:[carece de fontes?]
| Ano  | Título                                            | Papel         | Artista                             | Diretor          |
| ---- | ------------------------------------------------- | ------------- | ----------------------------------- | ---------------- |
| 1995 | "Childhood"                                       | Garota        | Michael Jackson                     | Nicholas Brandt  |
| 2004 | "Everything" (original/The Perfect Score version) | —             | Fefe Dobson                         | Chris Robinson   |
| 2010 | "Tired of Being Sorry"                            | Dama de honra | Ringside                            | Joaquin Phoenix  |
| 2015 | "Love"                                            | Mulher        | Diz and the Fam                     | Dash Mihok       |
| 2016 | "All Is Forgiven"                                 | Mulher        | Alekesam                            | Toby Louie       |
| 2016 | "Where's the Love?"                               | Ela mesma     | Black Eyed Peas featuring The World | Michael Jurkovac |
| 2019 | "Whenever You're Around"                          | Mulher        | Bootstraps                          | Sam Jaeger       |